# Самарийдиникель
Самарийдиникель — бинарное неорганическое соединение
никеля и самария
с формулой Ni2Sm,
кристаллы.

## Получение
- Сплавление стехиометрических количеств чистых веществ:

{\displaystyle {\mathsf {2Ni+Sm\ {\xrightarrow {1034^{o}C}}\ Ni_{2}Sm}}}

## Физические свойства
Самарийдиникель образует кристаллы
кубической сингонии, пространственная группа F d3m, параметры ячейки a = 0,7226 нм, Z = 8,
структура типа магнийдимеди Cu2Mg.
Соединение образуется по перитектической реакции при температуре 1034 °С (1031 °С).